# باد سميث
باد سميث هو سياسي كندي، ولد في 14 مايو 1946 في كاملوبس في كندا. حزبياً، نشط في British Columbia Social Credit Party ‏.